# Plaissan
Plaissan is een gemeente in het Franse departement Hérault (regio Occitanie). De plaats maakt deel uit van het arrondissement Lodève. Plaissan telde op 1 januari 2022 1.610 inwoners.

## Geografie
De oppervlakte van Plaissan bedroeg op 1 januari 2022 5,79 vierkante kilometer; de bevolkingsdichtheid was toen 278,1 inwoners per km².

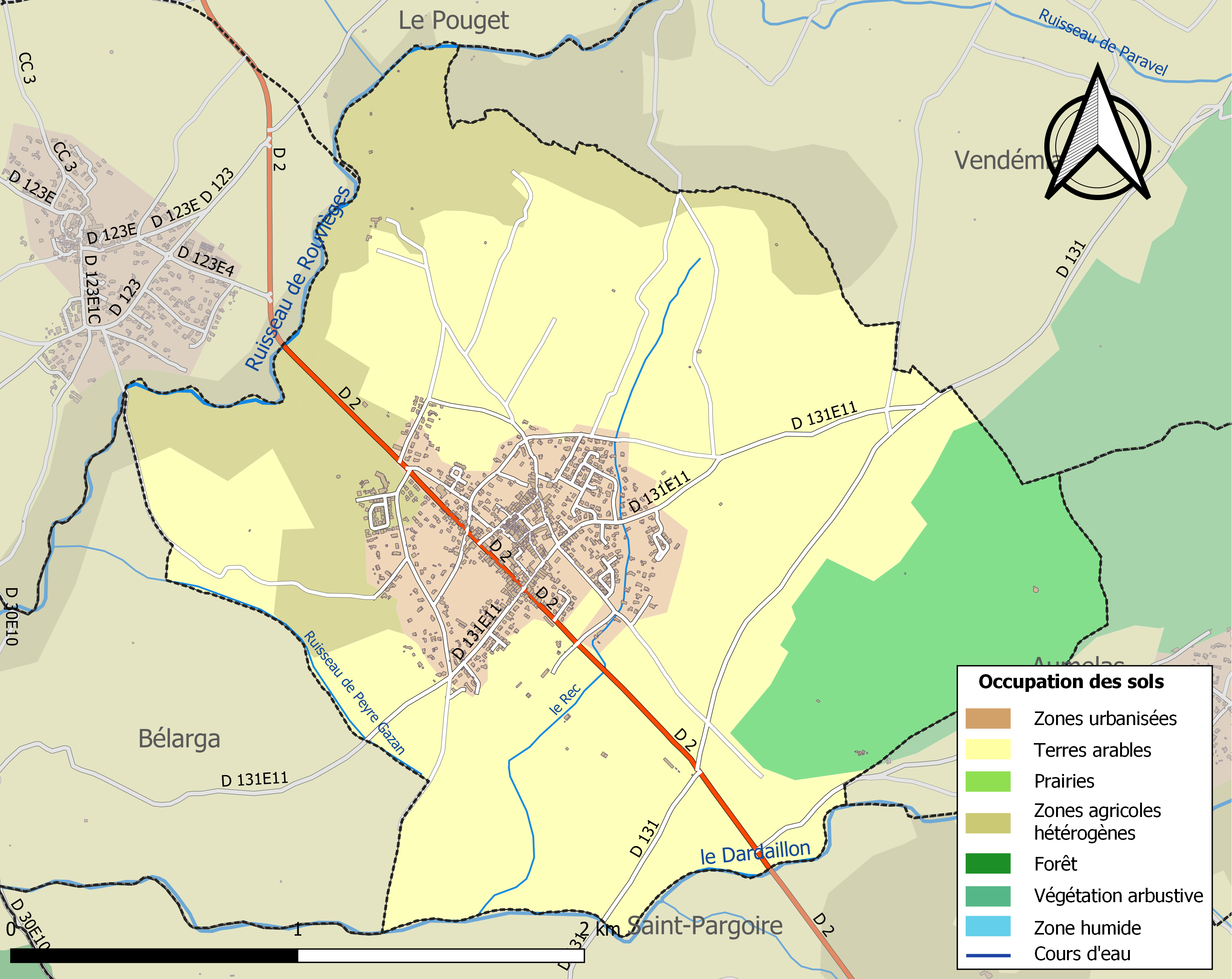
Kaart van de gemeente met belangrijkste infrastructuur, bodemgebruik en omliggende gemeenten

## Demografie
Onderstaande figuur toont het verloop van het inwonertal (bron: INSEE-tellingen).